# Unterweilenbach
Unterweilenbach  ist ein Gemeindeteil der Gemeinde Aresing und eine Gemarkung im oberbayerischen Landkreis Neuburg-Schrobenhausen.

## Lage
Das Kirchdorf Unterweilenbach liegt drei Kilometer südlich von Aresing an der Staatsstraße 2050 inmitten der Hallertau in der Planungsregion Ingolstadt. Es war Gemeindesitz der aufgelösten Gemeinde Weilenbach.
Die Gemarkung Unterweilenbach liegt vollständig auf dem Gemeindegebiet von Aresing und hat eine Fläche von etwa 614 Hektar. Die Gemeindeteile Gütersberg, Neuhof, Oberweilenbach und Unterweilenbach der Gemeinde Aresing liegen auf der Gemarkung. Benachbarte Gemarkungen sind Aresing, Gerolsbach, Singenbach, Klenau, Sattelberg, Weilach und Rettenbach.

## Geschichte
Während die Höfe am „oberen Wilenbach“ in den Händen des Landadels waren, gab es in Unterweilenbach nur zwei größere Grundherrschaften, ein pfalzgräflich-wittelsbachische Allodium und den Besitz des Augsburger Domkapitels. 1440/42 wurde das pfalzgräflich-wittelsbachische Allod, das sich im Eigen des Klosters Ensdorf befand, von Abt Ludwig von Ensdorf an den Landrichter Leonhard Püchler und den Schrobenhausener Bürgermeister Johann Götz verkauft. Diese dotierten mit dem Besitz die Spitalstiftung Schrobenhausen. Unterweilenbach blieb dort bis zur Spitalsauflösung zu Beginn des 19. Jahrhunderts. Bis ins 18. Jahrhundert dauerte der Kampf um die Selbstständigkeit der Weilenbacher Kirche, die seelsorgerische Betreuung blieb aber bei der Pfarrei Aresing. Im Zuge der Verwaltungsreformen in Bayern entstand mit dem Gemeindeedikt von 1818 die Gemeinde Weilenbach, die aus den Orten Etzlberg, Flammensbach, Gütersberg, Labersdorf, Neuhof, Oberweilenbach, Spitalmühle und Unterweilenbach bestand. Gemeindesitz war Unterweilenbach. Reste der Adelsherrschaft bestanden bis zur Revolution 1848. Im Zuge der Gemeindegebietsreform in Bayern wurde die Gemeinde Weilenbach zum Ende Juni 1972 aufgelöst. Zu dieser Zeit zählte sie 327 Einwohner und umfasste ein Gebiet von 847,16 ha. Am 1. Juli 1972 wurden die Gemeindeteile Gütersberg, Neuhof, Oberweilenbach und Unterweilenbach nach Aresing eingegliedert, Etzlberg, Flammensbach, Labersdorf und Spitalmühle kamen zur Gemeinde Weilach.

## Sehenswürdigkeiten
- Katholische Filialkirche Unsere Liebe Frau: Saalkirche aus dem 14./15. Jahrhundert, Umgestaltungen im 17. und 20. Jahrhundert, Turm romanisch